# 国营黄花农场
国营黄花农场，是中华人民共和国甘肃省酒泉市玉门市下辖的一个类似乡级单位。

## 行政区划
国营黄花农场下辖以下地区：
虚拟社区。